# Wu Yonggang

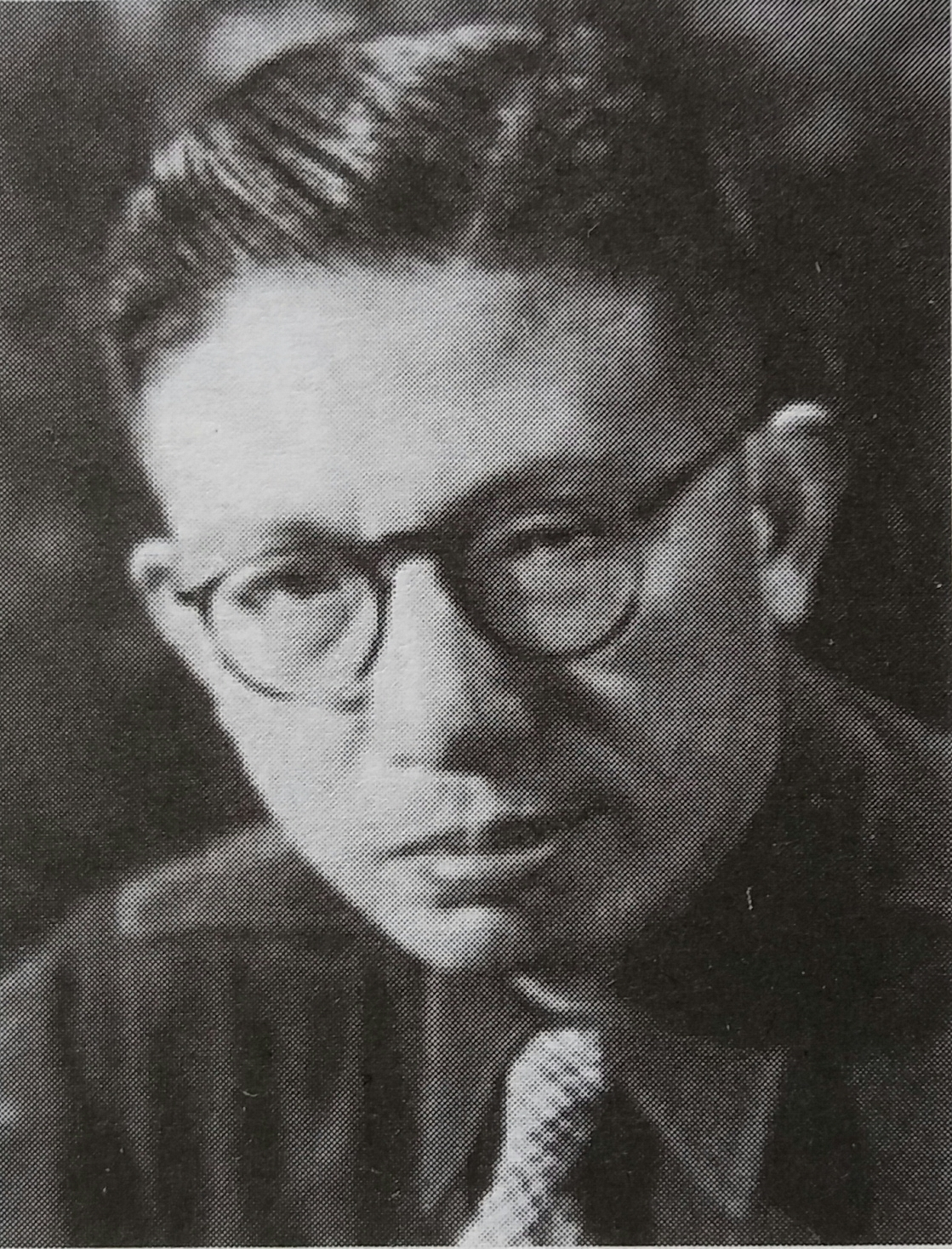
Wu Yonggang

Wu Yonggang (chinesisch 吳永剛 / 吴永刚, Pinyin Wú Yǒnggāng; * 1. November 1907 in der Provinz Jiangsu; † 18. Dezember 1982) war ein chinesischer Filmregisseur und Drehbuchautor.
Er begann im Alter von 19 Jahren für den Film zu arbeiten. Der Regisseur Shi Dongshan entdeckte Wu und bildete ihn zum Szenenbildner aus. 1931 ging Wu zur neu gegründeten Filmgesellschaft Lianhua, wo er unter anderem 1933 an der Produktion der Bu-Wancang-Filme Sange modeng nü xing (Three Modern Girls) und Muxing zhi guang (Maternal Radiance) mitwirkte.
Mit seinem Regie- und Drehbuchdebüt – Shen nü – Die Göttliche (1934) mit Ruan Lingyu in der Hauptrolle – erzielte Wu Yonggang Erfolg bei Kritik und Publikum. Der Film gilt als herausragendes Beispiel des sozialkritischen chinesischen Kunstkinos der 1930er Jahre. In der von Filmexperten zusammengestellten und bei den Hong Kong Film Awards 2005 veröffentlichten Liste der 100 besten chinesischen Filme aller Zeiten ist Shen nü der höchstplatzierte Stummfilm.
Neben dem humanistischen Psychodrama Lang tao sha (Waves Washing the Sand) (1936) mit dem Star Jin Yan drehte Wu Yonggang auch patriotische Filme wie The Pioneers (1936), in dem kurz vor Beginn des japanisch-chinesischen Kriegs zur Einheit der Chinesen und zum bewaffneten Kampf gegen fremde Eindringlinge aufgerufen wird.
In den Jahren 1937 bis 1941 erweiterte sich sein Themenspektrum um unterhaltende Filme wie Romanzen, Kostümdramen und Actionfilme. Wu ging nach Chongqing und arbeitete für das Nationalist Central Film Studio. Er drehte The Path to National Reconstruction, doch das Projekt wurde nie vollendet. Zuerst musste die Hauptdarstellerin Hu Die ersetzt werden, da sie eine Affäre mit dem nationalistischen Geheimdienstchef Dai Li hatte, dann ging durch einen japanischen Angriff während des Filmens von Außenaufnahmen fast das gesamte Filmmaterial und -ausrüstung verloren. Gleich nach dem Krieg entstanden in kurzer Zeit mehrere Filme unter seiner Regie, in den 1950er Jahren jedoch nur drei: The Far Away Village (1950), der sich mit der Landreform befasst; Hasen and Jiamila (1952), der sich mit ethnischen Problemen auseinandersetzt; sowie der Märchenfilm Qiu weng yu xian ji (Qiu Meets Goddess of Flowers) (1956).
1957 schrieb Wu Yonggang einen Essay, in dem er die exzessive Kontrolle der Filmindustrie durch die Staatspartei kritisierte. Daraufhin wurde er als Rechter gebrandmarkt und konnte erst 1962 wieder einen Film drehen, einen der beliebten unpolitischen Opernfilme jener Zeit. Nach der Kulturrevolution führte Wu Yonggang 1980 gemeinsam mit Wu Yigong Regie bei Bashan yeyu (Night Rain on the River). Der Film wurde 1981 bei den China Golden Rooster Awards als bester Film ausgezeichnet.
Wu Yonggang schuf als Regisseur etwa 30 Filme.